# Keizō Yamada
Keizō Yamada (jap. 山田敬蔵 Yamada Keizō; ur. 30 listopada 1927 w Ōdate, w prefekturze Akita, zm. 2 kwietnia 2020 w Kawasaki) – japoński biegacz maratoński.
9 grudnia 1956 został zwycięzcą maratonu rozegranego w Nagoi (wówczas nazywającego się Asahi International Marathon), a obecnie Fukuoka International Marathon, z czasem 2:25:15.
Podczas igrzysk olimpijskich 1952 w Helsinkach reprezentował Japonię. W biegu maratońskim zajął 26. miejsce (czas: 2:38:11 godz.).
W dniu 18 lipca 2009, w wieku 81 lat, oświadczył, że kończy karierę sportową.

## Rekordy życiowe
- bieg maratoński – 2:18:51 (Boston, 1953), wynik ten był lepszy od ówczesnego rekordu świata, ale nie został uznany prawdopodobnie ze względu na zbyt krótką trasę biegu.